# 9762 Hermannhesse
9762 Hermannhesse è un asteroide della fascia principale. Scoperto nel 1991, presenta un'orbita caratterizzata da un semiasse maggiore pari a 2,2486152 UA e da un'eccentricità di 0,0643509, inclinata di 3,72963° rispetto all'eclittica.